# NGC 5641
NGC 5641 ist eine Balkenspiralgalaxie vom Hubble-Typ SBab im Sternbild Bärenhüter und etwa 197 Millionen Lichtjahre von der Milchstraße entfernt. 
Sie wurde am 4. Juni 1880 von Édouard Stephan entdeckt.